# Turul Romandiei 2021
Turul Romandiei 2021 a fost ediția a 74-a a cursei clasice de ciclism Turul Romandiei. S-a desfășurat în perioada 27 aprilie-2 mai 2021 și a făcut parte din calendarul UCI World Tour 2021.

## Echipe participante
Întrucât Turul Romandiei este un eveniment din cadrul Circuitului mondial UCI 2021, toate cele 19 echipe UCI au fost invitate automat și obligate să aibă o echipă în cursă. Șase echipe profesioniste continentale au primit wildcard.

### Echipe UCI World
| - AG2R Citroën Team - Astana-Premier Tech - Bora–Hansgrohe - Cofidis - Deceuninck–Quick-Step - EF Education-Nippo - Groupama–FDJ - Ineos Grenadiers - Intermarché-Wanty-Gobert Matériaux - Israel Start-Up Nation | - Lotto Soudal - Movistar Team - Team Bahrain Victorious - Team BikeExchange - Team DSM - Team Jumbo–Visma - Team Qhubeka Assos - Trek-Segafredo - UAE Team Emirates |  |

### Echipă națională
- Echipa națională de ciclism a Elveției

## Etapele programate
| Etapa  | Dată   | Start – Sosire              | type                  | Distanță (km) | Elevation (m) | Câștigător      | Liderul global |
| ------ | ------ | --------------------------- | --------------------- | ------------- | ------------- | --------------- | -------------- |
| Prolog | 27 apr | Oron – Oron                 | prolog                | 4,05          | 82 m          | Rohan Dennis    | Rohan Dennis   |
| 1      | 28 apr | Aigle, Elveția – Martigny   | etapă valonată        | 168,1         | 1.979 m       | Peter Sagan     | Rohan Dennis   |
| 2      | 29 apr | La Neuveville – Saint-Imier | etapă intermediară    | 165,7         | 3.305 m       | Sonny Colbrelli | Rohan Dennis   |
| 3      | 30 apr | Estavayer – Estavayer       | etapă valonată        | 168,7         | 1.973 m       | Marc Soler      | Marc Soler     |
| 4      | 1 mai  | Sion – Thyon                | etapă de munte        | 161,3         | 4.328 m       | Michael Woods   | Michael Woods  |
| 5      | 2 mai  | Fribourg – Fribourg         | contratimp individual | 16,19         | 338 m         | Rémi Cavagna    | Geraint Thomas |

## Etape

### Prolog
27 aprilie 2021 — Oron, 4,05 km (2,52 mi) (contra-timp individual)
| Loc | Concurent        | Echipă                  | Timp   |
| --- | ---------------- | ----------------------- | ------ |
| 1   | Rohan Dennis     | Ineos Grenadiers        | 5' 26" |
| 2   | Geraint Thomas   | Ineos Grenadiers        | +9"    |
| 3   | Richie Porte     | Ineos Grenadiers        | +9"    |
| 4   | Rémi Cavagna     | Deceuninck–Quick-Step   | +11"   |
| 5   | Stefan Bissegger | EF Education-Nippo      | +11"   |
| 6   | Jan Tratnik      | Team Bahrain Victorious | +13"   |
| 7   | Jesús Herrada    | Cofidis                 | +14"   |
| 8   | Marc Hirschi     | UAE Team Emirates       | +15"   |
| 9   | Filippo Ganna    | Ineos Grenadiers        | +15"   |
| 10  | Mattia Cattaneo  | Deceuninck–Quick-Step   | +31"   |

| Loc | Concurent        | Echipă                  | Timp   |
| --- | ---------------- | ----------------------- | ------ |
| 1   | Rohan Dennis     | Ineos Grenadiers        | 5' 26" |
| 2   | Geraint Thomas   | Ineos Grenadiers        | +9"    |
| 3   | Richie Porte     | Ineos Grenadiers        | +9"    |
| 4   | Rémi Cavagna     | Deceuninck–Quick-Step   | +11"   |
| 5   | Stefan Bissegger | EF Education-Nippo      | +11"   |
| 6   | Jan Tratnik      | Team Bahrain Victorious | +13"   |
| 7   | Jesús Herrada    | Cofidis                 | +14"   |
| 8   | Marc Hirschi     | UAE Team Emirates       | +15"   |
| 9   | Filippo Ganna    | Ineos Grenadiers        | +15"   |
| 10  | Mattia Cattaneo  | Deceuninck–Quick-Step   | +31"   |

### Etapa 1
28 aprilie 2021 — Aigle-Martigny, 168,1 km (104,5 mi)
| Loc | Concurent         | Echipă                             | Timp       |
| --- | ----------------- | ---------------------------------- | ---------- |
| 1   | Peter Sagan       | Bora–Hansgrohe                     | 4h 12' 40" |
| 2   | Sonny Colbrelli   | Team Bahrain Victorious            | +0"        |
| 3   | Patrick Bevin     | Israel Start-Up Nation             | +0"        |
| 4   | Andrea Pasqualon  | Intermarché-Wanty-Gobert Matériaux | +01"       |
| 5   | Alessandro Covi   | UAE Team Emirates                  | +0"        |
| 6   | Magnus Cort       | EF Education-Nippo                 | +0"        |
| 7   | Dion Smith        | Team BikeExchange                  | +0"        |
| 8   | Clément Venturini | AG2R Citroën Team                  | +0"        |
| 9   | Mattia Cattaneo   | Deceuninck–Quick-Step              | +0"        |
| 10  | Jacopo Mosca      | Trek-Segafredo                     | +0"        |

| Loc | Concurent       | Echipă                  | Timp       |
| --- | --------------- | ----------------------- | ---------- |
| 1   | Rohan Dennis    | Ineos Grenadiers        | 4H 18' 06" |
| 2   | Geraint Thomas  | Ineos Grenadiers        | +9"        |
| 3   | Richie Porte    | Ineos Grenadiers        | +9"        |
| 4   | Rémi Cavagna    | Deceuninck–Quick-Step   | +11"       |
| 5   | Peter Sagan     | Bora–Hansgrohe          | +12"       |
| 6   | Jan Tratnik     | Team Bahrain Victorious | +13"       |
| 7   | Patrick Bevin   | Israel Start-Up Nation  | +14"       |
| 8   | Jesús Herrada   | Cofidis                 | +14"       |
| 9   | Marc Hirschi    | UAE Team Emirates       | +15"       |
| 10  | Mattia Cattaneo | Deceuninck–Quick-Step   | +15"       |

### Etapa a 2-a
29 aprilie 2021 — La Neuveville-Saint-Imier, 165,7 km (103,0 mi)
| Loc | Concurent           | Echipă                  | Timp       |
| --- | ------------------- | ----------------------- | ---------- |
| 1   | Sonny Colbrelli     | Team Bahrain Victorious | 4h 21' 42" |
| 2   | Patrick Bevin       | Israel Start-Up Nation  | +0"        |
| 3   | Marc Hirschi        | UAE Team Emirates       | +0"        |
| 4   | Clément Champoussin | AG2R Citroën Team       | +0"        |
| 5   | Diego Ulissi        | UAE Team Emirates       | +0"        |
| 6   | Wilco Kelderman     | Bora–Hansgrohe          | +0"        |
| 7   | Ilan Van Wilder     | Team DSM                | +0"        |
| 8   | Fausto Masnada      | Deceuninck–Quick-Step   | +0"        |
| 9   | Rui Costa           | UAE Team Emirates       | +0"        |
| 10  | Marc Soler          | Movistar Team           | +0"        |

| Loc | Concurent       | Echipă                  | Timp       |
| --- | --------------- | ----------------------- | ---------- |
| 1   | Rohan Dennis    | Ineos Grenadiers        | 8h 39' 48" |
| 2   | Patrick Bevin   | Israel Start-Up Nation  | +8"        |
| 3   | Geraint Thomas  | Ineos Grenadiers        | +9"        |
| 4   | Richie Porte    | Ineos Grenadiers        | +9"        |
| 5   | Sonny Colbrelli | Team Bahrain Victorious | +9"        |
| 6   | Marc Hirschi    | UAE Team Emirates       | +11"       |
| 7   | Jesús Herrada   | Cofidis                 | +14"       |
| 8   | Mattia Cattaneo | Deceuninck–Quick-Step   | +15"       |
| 9   | Wilco Kelderman | Bora–Hansgrohe          | +16"       |
| 10  | Ilan Van Wilder | Team DSM                | +16"       |

### Etapa a 3-a
30 aprilie 2021 — Estavayer-Estavayer, 168,7 km (104,8 mi)
| Loc | Concurent       | Echipă                  | Timp       |
| --- | --------------- | ----------------------- | ---------- |
| 1   | Marc Soler      | Movistar Team           | 3h 58' 35" |
| 2   | Magnus Cort     | EF Education-Nippo      | +22"       |
| 3   | Peter Sagan     | Bora–Hansgrohe          | +22"       |
| 4   | Sonny Colbrelli | Team Bahrain Victorious | +22"       |
| 5   | Gorka Izagirre  | Astana-Premier Tech     | +22"       |
| 6   | Diego Ulissi    | UAE Team Emirates       | +22"       |
| 7   | Ilan Van Wilder | Team DSM                | +22"       |
| 8   | Sepp Kuss       | Team Jumbo–Visma        | +22"       |
| 9   | Ion Izagirre    | Astana-Premier Tech     | +22"       |
| 10  | Rui Costa       | UAE Team Emirates       | +22"       |

| Loc | Concurent       | Echipă                  | Timp        |
| --- | --------------- | ----------------------- | ----------- |
| 1   | Marc Soler      | Movistar Team           | 12h 38' 40" |
| 2   | Geraint Thomas  | Ineos Grenadiers        | +14"        |
| 3   | Richie Porte    | Ineos Grenadiers        | +14"        |
| 4   | Sonny Colbrelli | Team Bahrain Victorious | +14"        |
| 5   | Marc Hirschi    | UAE Team Emirates       | +16"        |
| 6   | Mattia Cattaneo | Deceuninck–Quick-Step   | +20"        |
| 7   | Wilco Kelderman | Bora–Hansgrohe          | +21"        |
| 8   | Ilan Van Wilder | Team DSM                | +21"        |
| 9   | Sepp Kuss       | Team Jumbo–Visma        | +21"        |
| 10  | Rui Costa       | UAE Team Emirates       | +24"        |

### Etapa a 4-a
1 mai 2021 — Sion - Thyon, 161,3 km (100,2 mi)
| Loc | Concurent       | Echipă                  | Timp       |
| --- | --------------- | ----------------------- | ---------- |
| 1   | Michael Woods   | Israel Start-Up Nation  | 4h 58' 35" |
| 2   | Ben O'Connor    | AG2R Citroën Team       | +17"       |
| 3   | Geraint Thomas  | Ineos Grenadiers        | +21"       |
| 4   | Lucas Hamilton  | Team BikeExchange       | +34"       |
| 5   | Fausto Masnada  | Deceuninck–Quick-Step   | +37"       |
| 6   | Richie Porte    | Ineos Grenadiers        | +42"       |
| 7   | Ion Izagirre    | Astana-Premier Tech     | +42"       |
| 8   | Damiano Caruso  | Team Bahrain Victorious | +52"       |
| 9   | Marc Soler      | Movistar Team           | +53"       |
| 10  | Thymen Arensman | Team DSM                | +1' 57"    |

| Loc | Concurent       | Echipă                  | Timp        |
| --- | --------------- | ----------------------- | ----------- |
| 1   | Michael Woods   | Israel Start-Up Nation  | 17h 37' 35" |
| 2   | Geraint Thomas  | Ineos Grenadiers        | +11"        |
| 3   | Ben O'Connor    | AG2R Citroën Team       | +21"        |
| 4   | Marc Soler      | Movistar Team           | +33"        |
| 5   | Richie Porte    | Ineos Grenadiers        | +36"        |
| 6   | Fausto Masnada  | Deceuninck–Quick-Step   | +45"        |
| 7   | Ion Izagirre    | Astana-Premier Tech     | +48"        |
| 8   | Lucas Hamilton  | Team BikeExchange       | +49"        |
| 9   | Damiano Caruso  | Team Bahrain Victorious | +1' 04"     |
| 10  | Wilco Kelderman | Bora–Hansgrohe          | +1' 58"     |

### Etapa a 5-a
2 mai 2021 — Freiburg-Freiburg, 16,19 km (10 mi) (contra-timp individual
| Loc | Concurent        | Echipă                | Timp    |
| --- | ---------------- | --------------------- | ------- |
| 1   | Rémi Cavagna     | Deceuninck–Quick-Step | 21' 54" |
| 2   | Stefan Bissegger | EF Education-Nippo    | +6"     |
| 3   | Geraint Thomas   | Ineos Grenadiers      | +17"    |
| 4   | Ilan Van Wilder  | Team DSM              | +18"    |
| 5   | Richie Porte     | Ineos Grenadiers      | +20"    |
| 6   | Fausto Masnada   | Deceuninck–Quick-Step | +21"    |
| 7   | Mattia Cattaneo  | Deceuninck–Quick-Step | +29"    |
| 8   | Marc Soler       | Movistar Team         | +34"    |
| 9   | Rohan Dennis     | Ineos Grenadiers      | +35"    |
| 10  | Filippo Ganna    | Ineos Grenadiers      | +37"    |

| Loc | Concurent       | Echipă                  | Timp        |
| --- | --------------- | ----------------------- | ----------- |
| 1   | Geraint Thomas  | Ineos Grenadiers        | 17h 59' 57" |
| 2   | Richie Porte    | Ineos Grenadiers        | +28"        |
| 3   | Fausto Masnada  | Deceuninck–Quick-Step   | +38"        |
| 4   | Marc Soler      | Movistar Team           | +39"        |
| 5   | Michael Woods   | Israel Start-Up Nation  | +43"        |
| 6   | Ben O'Connor    | AG2R Citroën Team       | +45"        |
| 7   | Ion Izagirre    | Astana-Premier Tech     | +1' 08"     |
| 8   | Lucas Hamilton  | Team BikeExchange       | +1' 22"     |
| 9   | Damiano Caruso  | Team Bahrain Victorious | +1' 30"     |
| 10  | Wilco Kelderman | Bora–Hansgrohe          | +2' 20"     |

## Clasamentele actuale

### Clasamentul general
Clasamentul final locurile 1-10
| Loc | Concurent       | Echipă                  | Timp        |
| --- | --------------- | ----------------------- | ----------- |
| 1   | Geraint Thomas  | Ineos Grenadiers        | 17h 59' 57" |
| 2   | Richie Porte    | Ineos Grenadiers        | +28"        |
| 3   | Fausto Masnada  | Deceuninck–Quick-Step   | +38"        |
| 4   | Marc Soler      | Movistar Team           | +39"        |
| 5   | Michael Woods   | Israel Start-Up Nation  | +43"        |
| 6   | Ben O'Connor    | AG2R Citroën Team       | +45"        |
| 7   | Ion Izagirre    | Astana-Premier Tech     | +1' 08"     |
| 8   | Lucas Hamilton  | Team BikeExchange       | +1' 22"     |
| 9   | Damiano Caruso  | Team Bahrain Victorious | +1' 30"     |
| 10  | Wilco Kelderman | Bora–Hansgrohe          | +2' 20"     |

### Clasamentul pe puncte
Clasamentul final locurile 1-10
| Loc | Concurent        | Echipă                  | Puncte |
| --- | ---------------- | ----------------------- | ------ |
| 1   | Sonny Colbrelli  | Team Bahrain Victorious | 98     |
| 2   | Marc Soler       | Movistar Team           | 77     |
| 3   | Magnus Cort      | EF Education-Nippo      | 76     |
| 4   | Peter Sagan      | Bora-Hansgrohe          | 70     |
| 5   | Geraint Thomas   | Ineos Grenadiers        | 69     |
| 6   | Richie Porte     | Ineos Grenadiers        | 54     |
| 7   | Stefan Bissegger | EF Education-Nippo      | 52     |
| 8   | Rémi Cavagna     | Deceuninck–Quick-Step   | 49     |
| 9   | Ilan Van Wilder  | Team DSM                | 48     |
| 10  | Fausto Masnada   | Deceuninck–Quick-Step   | 42     |

### Clasamentul cățărătorilor
Clasamentul final locurile 1-10
| Loc | Concurent       | Echipă                             | Puncte |
| --- | --------------- | ---------------------------------- | ------ |
| 1   | Kobe Goossens   | Lotto Soudal                       | 48     |
| 2   | Joel Suter      | Elveția                            | 43     |
| 3   | Geraint Thomas  | Ineos Grenadiers                   | 34     |
| 4   | Davide Villella | Movistar Team                      | 34     |
| 5   | Rein Taaramäe   | Intermarché-Wanty-Gobert Matériaux | 26     |
| 6   | Simon Pellaud   | Elveția                            | 25     |
| 7   | Antwan Tolhoek  | Team Jumbo–Visma                   | 20     |
| 8   | Manuele Boaro   | Astana-Premier Tech                | 19     |
| 9   | Michael Woods   | Israel Start-Up Nation             | 18     |
| 10  | Robert Power    | Team Qhubeka Assos                 | 14     |

### Clasamentul tinerilor
Clasamentul final locurile 1-10
| Loc | Concurent                | Echipă            | Timp        |
| --- | ------------------------ | ----------------- | ----------- |
| 1   | Thymen Arensman          | Team DSM          | 18h 02' 45" |
| 2   | Mattias Skjelmose Jensen | Trek-Segafredo    | +1' 37"     |
| 3   | Ilan Van Wilder          | Team DSM          | +3' 21"     |
| 4   | Gijs Leemreize           | Team Jumbo–Visma  | +9' 36"     |
| 5   | Clément Champoussin      | AG2R Citroën Team | +11' 54"    |
| 6   | Felix Gall               | Team DSM          | +12' 00"    |
| 7   | Antonio Tiberi           | Trek-Segafredo    | +12' 33"    |
| 8   | Marc Hirschi             | UAE Team Emirates | +19' 45"    |
| 9   | Andreas Kron             | Lotto Soudal      | +26' 44"    |
| 10  | Marco Brenner            | Team DSM          | +28' 26"    |

### Clasamentul pe echipe
Clasamentul final locurile 1-10
| Loc | Echipă                             | Timp        |
| --- | ---------------------------------- | ----------- |
| 1   | Ineos Grenadiers                   | 54h 07' 07" |
| 2   | Team DSM                           | +11' 50"    |
| 3   | Team Jumbo–Visma                   | +15' 59"    |
| 4   | Intermarché-Wanty-Gobert Matériaux | +20' 33"    |
| 5   | Team Bahrain Victorious            | +20' 47"    |
| 6   | Trek-Segafredo                     | +23' 03"    |
| 7   | Deceuninck–Quick-Step              | +23' 41"    |
| 8   | Astana-Premier Tech                | +27' 04"    |
| 9   | Movistar Team                      | +30' 44"    |
| 10  | Groupama–FDJ                       | +31' 17"    |

## Legături externe
- Turul Romandiei 2021 – ProCyclingStats